# Batallas de los Vados del Isen
En el Universo Imaginario de Tolkien, las Batallas de los Vados del Isen fueron dos importantes batallas de la Guerra del Anillo dadas entre finales de febrero y principios de marzo del año 3019 de la Tercera Edad del Sol. Enfrentaron a Rohirrim y a las fuerzas de Saruman, el Mago de Isengard, compuestas por dunlendinos, orcos de la Mano Blanca, medio orcos, y huargos. En ambas batallas los rohirrim fueron derrotados y ambas fueron un preludio de la Batalla del Abismo de Helm.

## La primera batalla
El objetivo de Saruman en esta batalla era, principalmente, matar a Théodred, pues sabía que muerto el heredero de un rey viejo y decrépito (por la acción de Gríma "Lengua de Serpiente"), Rohan estaría tan indefensa y desorientada como para facilitar la invasión y derrota del Reino de los Caballos.
Por lo tanto reunió un gran ejército de dunlendinos y uruk-hai en las Puertas de Isengard. Théodred dejó a ambos lados del Isen, a la altura de los Vados, a hombres de a pie del Folde Oeste y a tres compañías de Caballería de su Éoréd; custodiándolos y marchó hacia el norte, y por las márgenes occidentales del río, para atacar a Saruman antes de que este movilizara a su ejército.
Acompañado de ocho compañías de jinetes y una de arqueros y a unas veinte millas de los Vados, se topó con la vanguardia del ejército a la que dispersó. Pero cuando avanzó se encontró con que Saruman le había tendido una trampa, pues lo esperaba tras trincheras preparadas al efecto y con soldados armados con picas, además de varias compañías que lo flanquearon por el oeste; por lo que su vanguardia casi es diezmada. Solo lo salvó de la derrota total el hecho de que su retaguardia pudo contener, a duras penas, un contraataque. Théodred ordenó la retirada de inmediato. Y aunque esta fue ordenada no pudo librarse del enemigo que lo siguió hasta los Vados.
Ahora bien, la ventaja de Saruman consistía en que podía mandar tropas por ambas riberas del río. Mientras que los rohirrim no podían desplazarse hacia el oeste pues se enfrentarían con los pueblos dunlendinos de las regiones del Adorn. Por eso los vados eran la única salida, pero también una encerrona. sin tener en cuenta ello, Théodred cometió un grave error, se apostó en el centro del Islote y dejó el cuidado de la margen occidental del río a al mando de Grimbold
Fue así que fuerzas orcas, provenientes de la margen Este llegaron con mucha rapidez; ya que estaban montados en huargos y eran acompañados por jinetes dunlendinos de gran habilidad. La guarnición de la derecha fue entonces sorprendida por los enemigos y con muchas pérdidas se tuvo que retirar hacia el este y Théodred fue atacado por la espalda. Grimbold vio como las huestes de Saruman atacaban el islote y poco pudo hacer puesto que otra fuerza enemiga llegó a donde estaba él y tuvo que contenerla. Oyó como Théodred demandaba auxilio y dejando la conducción a manos de otro capitán, fue en su ayuda. Al llegar vio como un medio-orco armado con un hacha, descargó un terrible golpe sobre su amigo. Él mismo mató al semiorco, pero hubiese perecido de no ser por la llegada de Elfhelm, que venía con una fuerza de Edoras, y que dispersó a los atacantes del Islote en una lucha corta pero sin cuartel.
En la noche del 25 de febrero de 3019 T. E. finalizó la primera Batalla de los Vados del Isen con la muerte de Théodred en brazos de Grimbold. El ejército enemigo dejó de atacar y se retiró a Isengard, porque había cumplido con el objetivo. A la postre esta estrategia de Saruman resultó un error puesto que de haber seguido la batalla hubiese derrotado por completo a los Rohirrim y evitado que Théoden se atrincherase en el Abismo de Helm. Hubiera podido enfrentarlo en campo abierto o en Edoras misma y así habría tenido el paso franco a Minas Tirith.

## La segunda batalla
Tras la primera batalla y a pesar de su derrota y a las grandes pérdidas de hombres y caballos, los Rohirrim conservaron los Vados del Isen. Los jinetes de Théodred, que habían sido rechazados hacia el sur, volvieron y contaron que la persecución por parte de los uruk-hai y los dunlendinos se había detenido de repente, y que estos se habían replegado sin motivo alguno.
Durante los tres días siguientes, los rohirrim, encabezados por Erkenbrand, reunieron fuerzas del Folde Oeste para unirlas a las que habían quedado en los Vados y las pusieron al mando de Grimbold, quien compartió la conducción con Elfhelm, que dirigía a los Éoréd de Edoras.
A pesar de que los dos hombres eran amigos y leales al Rey tenían una discrepancia respecto a como organizar la defensa: Elfhelm sostenía que el propósito de Saruman era asolar el Folde Oeste y por ello no le resultaría fácil enviar tropas por ambas márgenes del río Isen. Por lo que la defensa de los Vados era inútil y había que concentrar tropas sobre la margen este y esperar allí al ejército enemigo, transformando a Los Vados en una trampa para ellos. Habría que colocar, hombres de a pie en una línea larga, en terreno ascendente a pocas millas al este de los Vados y la Caballería tendría que ir a un punto en el que se pudiera atacar el flanco derecho, para empujarlos hacia el río. Grimbold pensaba que los Vados no debían abandonarse pues pensaba que Saruman, viendo como habían dispuesto la defensa, enviaría tropas rápidas por el Oeste, cruzarían el río y los atacarían por la retaguardia. Por lo tanto dispuso tropas en el extremo occidental ocupando los Fuertes que había en los extremos y el permaneció con la Caballería en el lado este de los Vados, dejando el islote vacío. Y Elfhelm llevó las tropas a donde había dicho.
Las fuerzas del Mago Blanco eran muy numerosas y las puso en movimiento el 2 de marzo del año 3019 T. E. Antes del mediodía llegaron fuerzas de élite y atacaron los fuertes del lado Oeste de los Vados, que resistieron fieramente. Esta fuerza no era la principal y mientras atacantes y defensores se batían, una gran tropa de uruks cruzó el río, entre estos. Grimbold avanzó para contenerlos, pero el capitán enemigo sacó una fuerza que tenía inactiva y quebrantó el avance del rohir; quien, a pesar de todo, aún mantenía la orilla este. Elfhelm, mientras tanto, reunió a sus compañías y fue en apoyo de Grimbold colocando a sus fuerzas a suficiente distancia entre sí como para que sirvieran de contención en caso de ser superados y de protección si eran atacados por el norte. Llegada la Noche el ataque se detuvo momentáneamente y los rohirrim velaron la armas. 
No era aún la medianoche cuando desde el Norte y por el lado Este del Isen vieron llegar una vanguardia del resto de las tropas enemigas. Y junto las que ya estaban apostada del lado Oeste atacaron. Grimbold retiró a su hueste y formó un escudo en torno al campamento. El ejército enemigo avanzó sobre el Escudo arrojando antorchas con la esperanza de prender fuego a los almacenes de armas y de provisiones, pero como esto no pudo lograrse, feroces batallones de dunlendinos chocaron contra los rohirrim. Pero el escudo resistió todavía. 
Elfhelm no había podido llegar, por lo que Grimbold sólo pudo hacer una cosa: Sacó por el lado este del escudo una tropa de caballería comandada por Dúnhere, que atacó al enemigo por ese lado y luego, dándose vuelta y dividiéndose, los atacó por el Norte y por el Sur. Esta maniobra desorientó al enemigo que pensó que una gran fuerza había llegado en apoyo de los rohirrim. Y mientras se debatían contra esta "nueva" amenaza, Grimbold, aprovechando la noche oscura, sacó del escudo a la mayoría de sus hombres, haciéndolos correr hacia el este de la Gran Curva del Isen. Tarde los soldados de Saruman advirtieron la maniobra y decidieron no seguirlos ahora que tenían control sobre Los Vados. Fue así que el valiente Grimbold salvó a la mayoría de sus tropas. 
Mientras ocurría la Batalla en los Vados, Elfhelm se las había tenido que ver con el grueso de las tropas de Saruman que avanzaron por la orilla Este del Isen en dirección al Abismo de Helm. Fue atacado por una vanguardia de orcos montados en huargos que se interpusieron entre él y Grimbold, y que además atacaron a las pequeñas compañías que había organizado detrás de él. Dándose cuenta de que eran sólo una avanzada, reunió a todos los hombres que pudo y los retiró del campo.
La segunda batalla había significado otra derrota de los Jinetes de la Marca. Pero la acción posterior tanto de Grimbold como de Elfhelm de poner a salvo a sus tropas, después de que vieran que no podían contener al enemigo, fue aprovechada por Gandalf, quien los encontró muy avanzada la tarde del 3 de marzo, después de que Ceorl llevaran la noticia de la derrota en los Vados. El mago reunió las tropas dispersas y envió a un grupo a enterrar a los muertos en el islote, a Grimbold a unirse a Erkenbrand para ir a Cuernavilla y a Elfhelm, a proteger a Edoras.